# Индонезия на летних Олимпийских играх 1956
Индонезия принимала участие в Летних Олимпийских играх 1956 года в Мельбурне (Австралия) во второй раз за свою историю, но не завоевала ни одной медали. Сборную страны представляли 29 участников (27 мужчин и 2 женщины).

## Результаты соревнований

### Лёгкая атлетика
Спортсменов — 3

#### Мужчины
Бег и ходьба
| Дисциплина | Спортсмен    | Первый раунд | Первый раунд | Четвертьфинал        | Четвертьфинал        | Полуфинал            | Полуфинал            | Финал                | Финал                |
| Дисциплина | Спортсмен    | Результат    | Место        | Результат            | Место                | Результат            | Место                | Результат            | Место                |
| ---------- | ------------ | ------------ | ------------ | -------------------- | -------------------- | -------------------- | -------------------- | -------------------- | -------------------- |
| 100 м      | Джалал Гозал | 10,9         | 5            | Завершил выступление | Завершил выступление | Завершил выступление | Завершил выступление | Завершил выступление | Завершил выступление |
|            |              |              |              |                      |                      |                      |                      |                      |                      |

Метание и прыжки
| Прыжок в высоту | Маридьо Вирьодемедьо | 1 м 82 см | 24 | Не прошёл квалификацию | Не прошёл квалификацию |  |  |  |  |
| Прыжок в высоту | И Густи Путу Окамона | 1 м 82 см | 27 | Не прошёл квалификацию | Не прошёл квалификацию |  |  |  |  |
|                 |                      |           |    |                        |                        |  |  |  |  |

### Плавание
Спортсменов — 3 (1 мужчина, 2 женщины)

#### Мужчины
| Дисциплина           | Спортсмен      | Первый раунд | Первый раунд | Полуфинал | Полуфинал | Финал     | Финал     |
| Дисциплина           | Спортсмен      | Результат    | Место        | Результат | Место     | Результат | Место     |
| -------------------- | -------------- | ------------ | ------------ | --------- | --------- | --------- | --------- |
| 100 м вольным стилем | Хабиб Насутион | 1.00,1       | 27           | Не прошёл | Не прошёл | Не прошёл | Не прошёл |
|                      |                |              |              |           |           |           |           |
| 400 м вольным стилем | Хабиб Насутион | 4.44,0       | 19           | Не прошёл | Не прошёл | Не прошёл | Не прошёл |
|                      |                |              |              |           |           |           |           |

#### Женщины
| 100 м на спине | Марта Гултом | 1.21,7 | 23 | Не прошла | Не прошла | Не прошла | Не прошла |
|                |              |        |    |           |           |           |           |
| 200 м брассом  | Риа Тобинг   | 3.14,2 | 14 | Не прошла | Не прошла | Не прошла | Не прошла |
|                |              |        |    |           |           |           |           |

### Пулевая стрельба
Спортсменов — 1
Скоростная стрельба, 25 м
| Спортсмен     | 1-я очередь | 1-я очередь | 1-я очередь | 1-я очередь | 2-я очередь | 2-я очередь | 2-я очередь | 2-я очередь | Сумма    | Место |
| Спортсмен     | 1           | 2           | 3           | Итого       | 1           | 2           | 3           | Итого       | Сумма    | Место |
| ------------- | ----------- | ----------- | ----------- | ----------- | ----------- | ----------- | ----------- | ----------- | -------- | ----- |
| Лукман Сакети | 86          | 89          | 80          | 255         | 95          | 86          | 86          | 267         | 522 / 59 | 30    |

### Тяжёлая атлетика
Спортсменов — 1
| Спортсмен    | Категория | Масса, кг | Жим  | Жим  | Жим  | Рывок | Рывок | Рывок | Толчок | Толчок | Толчок | Всего | Место |
| Спортсмен    | Категория | Масса, кг | 1    | 2    | 3    | 1     | 2     | 3     | 1      | 2      | 3      | Всего | Место |
| ------------ | --------- | --------- | ---- | ---- | ---- | ----- | ----- | ----- | ------ | ------ | ------ | ----- | ----- |
| Льем Ким Лэн | До 60 кг  | 59,8      | 87,5 | 92,5 | 92,5 | 92,5  | 97,5  | 97,5  | 112,5  | 112,5  | 112,5  | 292,5 | 15    |

### Фехтование
Спортсменов — 1

#### Мужчины
Индивидуальное первенство
| Дисциплина | Спортсмен    | 1/8 Финала | 1/8 Финала | 1/8 Финала     | Четвертьфинал        | Четвертьфинал        | Четвертьфинал        | Полуфинал            | Полуфинал            | Полуфинал            | Финал                | Финал                | Место                |
| Дисциплина | Спортсмен    | Победы     | Уколы      | Место в группе | Победы               | Уколы                | Место в группе       | Победы               | Уколы                | Место в группе       | Победы               | Уколы                | Место                |
| ---------- | ------------ | ---------- | ---------- | -------------- | -------------------- | -------------------- | -------------------- | -------------------- | -------------------- | -------------------- | -------------------- | -------------------- | -------------------- |
| Сабля      | Сиха Сукарно | 0          | 7—25       | 6              | Завершил выступление | Завершил выступление | Завершил выступление | Завершил выступление | Завершил выступление | Завершил выступление | Завершил выступление | Завершил выступление | Завершил выступление |
|            |              |            |            |                |                      |                      |                      |                      |                      |                      |                      |                      |                      |
| Шпага      | Сиха Сукарно | 2          | 19—25      | 6              | Завершил выступление | Завершил выступление | Завершил выступление | Завершил выступление | Завершил выступление | Завершил выступление | Завершил выступление | Завершил выступление | Завершил выступление |
|            |              |            |            |                |                      |                      |                      |                      |                      |                      |                      |                      |                      |

### Футбол
Спортсменов — 20
Состав команды
Главный тренер: Антун Погачник
| №             | Имя               | Дата рождения | Клуб              | Игр     | Голов   |         |
| Вратари       | Вратари           | Вратари       | Вратари           | Вратари | Вратари | Вратари |
| ------------- | ----------------- | ------------- | ----------------- | ------- | ------- | ------- |
| 1             | Маулви Саелан     | 08.08.1928    | ПСМ Макасар       | 2       | −4      |         |
| 2             | Пайдьо            |               | Персема Маланг    | 0       |         |         |
| Защитники     |                   |               |                   |         |         |         |
| 3             | Чайруддин Сирегар |               | Персия Джакарта   | 2       |         |         |
| 4             | Тио Хим Тцзян     | 28.08.1924    | Персия Джакарта   | 2       |         |         |
| 5             | Мохаммад Рашид    |               | ПСМС Медан        | 2       |         |         |
| 6             | М. Сидхи          |               | Персебая Сурабая  | 0       |         |         |
| 7             | Кви Кьят Сек      | 11.01.1934    | Персиб Бандунг    | 2       |         |         |
| Полузащитники |                   |               |                   |         |         |         |
| 8             | Рамлан Ятим       | 10.09.1922    | ПСМС Медан        | 2       |         |         |
| 9             | Тан Лён Хув       | 26.07.1930    | Персия Джакарта   | 2       |         |         |
| 10            | Рукма Судьяна     |               | Персиб Бандунг    | 0       |         |         |
| 11            | Касмури           | 31.03.1933    | Персип Пекалонган | 0       |         |         |
| Нападающие    |                   |               |                   |         |         |         |
| 12            | Раманг            | 24.04.1924    | ПСМ Макасар       | 2       |         |         |
| 13            | Рамли Ятим        |               | ПСМС Медан        | 0       |         |         |
| 14            | Джамьят Далхар    |               | Персия Джакарта   | 0       |         |         |
| 15            | Ашари Дану        | 1932          | ПСИС Семаранг     | 1       |         |         |
| 16            | Аде Дана          |               | Персиб Бандунг    | 0       |         |         |
| 17            | Энданг Витарса    | 1916          | Персиб Бандунг    | 2       |         |         |
| 18            | Ачад Арифин       |               | ПСП Паданг        | 1       |         |         |
| 19            | Пхва Сян Лён      | 03.01.1922    | Персебая Сурабая  | 1       |         |         |
| 20            | Ясрин Юсрон       |               | ПСИС Семаранг     | 1       |         |         |